# Grand Prix Pino Cerami 2013
Le Grand Prix Pino Cerami est une course cycliste belge disputée entre Saint-Ghislain et Frameries, dans la province de Hainaut. L'épreuve fait partie de l'UCI Europe Tour 2013 en catégorie 1.1. 

## Présentation

### Équipes
Classé en catégorie 1.1 de l'UCI Europe Tour, Le Grand Prix Pino Cerami est par conséquent ouvert aux UCI ProTeams dans la limite de 50 % des équipes participantes, aux équipes continentales professionnelles, aux équipes continentales et à des équipes nationales.
| Nom de l'équipe   | Pays     | Code |
| ----------------- | -------- | ---- |
| Euskaltel Euskadi | Espagne  | EUS  |
| Lotto-Belisol     | Belgique | LTB  |
| Movistar          | Espagne  | MOV  |
| Vacansoleil-DCM   | Pays-Bas | VCD  |

| Nom de l'équipe                | Pays       | Code |
| ------------------------------ | ---------- | ---- |
| An Post-ChainReaction          | Belgique   | SKT  |
| Colba-Superano Ham             | Belgique   | CMD  |
| Color Code-Biowanze            | Belgique   | CCB  |
| Differdange-Losch              | Luxembourg | CCD  |
| Doltcini-Flanders              | Belgique   | DOL  |
| T.Palm-Pôle Continental Wallon | Belgique   | PCW  |
| Verandas Willems               | Belgique   | WIL  |
| Wallonie-Bruxelles             | Belgique   | WBC  |

| Nom de l'équipe              | Pays           | Code |
| ---------------------------- | -------------- | ---- |
| Accent Jobs-Wanty            | Belgique       | AJW  |
| Bretagne-Séché Environnement | France         | BSE  |
| CCC Polsat Polkowice         | Pologne        | CCC  |
| Champion System              | Chine          | CSS  |
| Crelan-Euphony               | Belgique       | CRE  |
| MTN-Qhubeka                  | Afrique du Sud | MTN  |
| RusVelo                      | Russie         | RVL  |
| Sojasun                      | France         | SOJ  |
| Topsport Vlaanderen-Baloise  | Belgique       | TSV  |
| Vini Fantini-Selle Italia    | Italie         | VIN  |
| UnitedHealthcare             | États-Unis     | UHC  |

## Classement final
|    | Coureur | Équipe |    | Temps |
| -- | ------- | ------ | -- | ----- |
| 1  |         |        | en |       |
| 2  |         |        | +  |       |
| 3  |         |        |    |       |
| 4  |         |        |    |       |
| 5  |         |        |    |       |
| 6  |         |        |    |       |
| 7  |         |        |    |       |
| 8  |         |        |    |       |
| 9  |         |        |    |       |
| 10 |         |        |    |       |